# حمدي بناني
حمدي بناني (1 يناير 1943 بعنابة الجزائر - 21 سبتمبر 2020 في عنابة، الجزائر) مغني جزائري اشتهر بأدائه لأغنية المالوف العنّابي. لقب بناني بـ«الملاك الأبيض» نسبة إلى كمانه الأبيض الذي يرافقه دائما.

## حياته
وُلد حمدي في 1 يناير 1943 بعنابة في الجزائر. اهتم بالفن والغناء وعمره لم يتجاوز 16 سنة حتى اكتشف صوته خاله الفنان محمد الكورد. ذاع صيته، بعد استقلال الجزائر، وكانت باكورة أعماله أغنيته «يا باهي الجمال» التي نال عليها جائزة الغناء الأولى، في إحدى المسابقات الفنية. استمر النجاح بأغاني مثل «عدالة يا عدالة» و«محبوبتي» و«يا ليلي يا ليلي» و« جاني ما جاني » وغيرها، استطاع بناني من خلال نحو 30 أغنية ناجحة بوضع لمسته على أغنية المالوف. كما ساهم، بدعم من عميد المالوف بقسنطينة الحاج محمد الطاهر الفرقاني، في نشر الثقافة الجزائرية عموما والمالوف خصوصا من خلال مشاركاته في المحافل الدولية.
حظي بناني بتكريم رئيس الجمهورية عبد العزيز بوتفليقة سنة 2004، نظير مساره الفني اللافت.

## وفاته
توفيَ حمدي بناني صبيحة يوم الاثنين 21 سبتمبر 2020 المُوافق 4 صفر 1442 هـ في مستشفى ابن سينا بعنابة، وذلك عن عمرٍ ناهز 77 عامًا.

## روابط خارجية
- حمدي بناني على موقع ميوزك برينز (الإنجليزية)
- حمدي بناني على موقع أول ميوزيك (الإنجليزية)
- حمدي بناني على موقع ديسكوغز (الإنجليزية)